# Niphanda shijima
Niphanda shijima är en fjärilsart som beskrevs av Hans Fruhstorfer 1919. Niphanda shijima ingår i släktet Niphanda och familjen juvelvingar. Inga underarter finns listade i Catalogue of Life.